# Ausbaurahmen
Ein Ausbaurahmen ist ein hydraulischer Ausbau, der im Bergbau beim Strebbau eingesetzt wurde. Ausbaurahmen wurden auch im Verbund, bestehend aus bis zu drei Ausbaurahmen, als Ausbaugespanne eingesetzt. Auf der Zeche Victor Ickern wurden Ausbaurahmen auch in steiler Lagerung eingesetzt, um die Einsatzfähigkeit dieses Ausbautyps zu testen.

## Aufbau und Einsatz
Der Ausbaurahmen besteht aus einer Liegendschwelle, einer Kappe und zwei, oder auch drei Hydraulikstempeln. Die Hydraulikstempel sind im Liegenden mit der Schwelle und im Hangendbereich mit der Kappe verbunden. Bei einigen Typen wurden die Stempel im Liegendbereich anstatt mit einer Liegendschwelle mit Bandstahl verbunden. Um einen sicheren Stand des Ausbaurahmens zu erzielen, wird jeder Ausbaurahmen mit einem Ausleger abgestützt. Damit der Strebausbau mechanisiert betrieben werden kann, werden für den Ausbaurahmen Hydraulikstempel verwendet, die jeweils über einen gemeinsamen zentralen Ventilkasten gesteuert werden. In dem Ventilkasten befinden sich ein Löseventil, ein Füllventil und ein Überdruckventil. Das Überdruckventil arbeitet selbsttätig und ist auf eine zulässige Höchstlast eingestellt. Dadurch wird mit diesem Ventil die maximale Tragkraft des Ausbaurahmens festgelegt. Die einzelnen Ausbaurahmen werden über eine oder mehrere gemeinsame Pumpen mit Hydraulikflüssigkeit versorgt. Die Versorgung mit der unter Hochdruck stehenden Flüssigkeit erfolgt über Hochdruckrohrleitungen. Damit die Hydraulikflüssigkeit beim Vorziehen der Ausbaurahmen nicht in den Strebraum läuft, wird die Hydraulikflüssigkeit über eine Rückflussleitung zur Pumpe zurückgeführt. Dadurch ist ein Kreislauf der Flüssigkeit gegeben. Die Füll- und Löseventile müssen bei diesem Ausbautyp in der Regel von Hand betätigt werden. Es gibt aber auch Ausbaurahmen, bei denen die Betätigung mechanisch erfolgt.